# Élections à l'Assemblée de Madrid de 1987
Les élections à l'Assemblée de Madrid de 1987 (en espagnol : Elecciones a la Asamblea de Madrid de 1987) se sont tenues le mercredi 10 juin 1987, afin d'élire les quatre-vingt-seize députés de la deuxième législature de l'Assemblée de Madrid.
Le scrutin est remporté par la Fédération socialiste madrilène-PSOE (FSM-PSOE), qui perd sa majorité absolue en voix et en sièges, tandis que le Centre démocratique et social (CDS) réalise une percée.

## Contexte
Depuis la mort de Francisco Franco et l'avènement de la démocratie, la communauté de Madrid – issue de la province de Madrid – est un territoire modéré où s'impose le centre. Avec la disparition de l'Union du centre démocratique (UCD), le Parti socialiste ouvrier espagnol (PSOE) est devenu la force politique dominante dans la communauté autonome.
Lors des élections autonomiques du 8 mai 1983, la Fédération socialiste madrilène-PSOE (FSM-PSOE) a ainsi remporté 50,8 % des voix et 51 députés sur 94 à l'Assemblée de Madrid. La coalition AP-PDP-UL, avec ses 34,3 % et 34 députés régionaux, est la première force d'opposition et du centre droit, mais elle reste loin derrière. Quant au Parti communiste d'Espagne (PCE), après avoir dépassé les 15 %, il se contente de 8,9 % des suffrages et 9 élus.
Les élections municipales qui se déroulaient le même jour ont confirmé cet état de fait, le PSOE obtenant 50,2 %, contre 33,4 % à l'alliance organisée autour de l'Alliance populaire (AP) et 9 % pour le PCE. Dans la ville de Madrid, les socialistes s'imposent même avec une majorité absolue de 30 sièges sur 57, grâce à un score de 48,7 % des suffrages.
Cependant, les élections législatives anticipées du 22 juin 1986 ont remis en cause la domination socialiste, et confirmé l'orientation centriste de l'électorat régional. Si le PSOE est resté en tête, il est tombé à 40,8 %, ce qui constitue une chute de 13,5 points. Cet effondrement s'est fait au profit du Centre démocratique et social (CDS), qui émerge directement à 13,9 % des suffrages.

## Mode de scrutin
L'Assemblée de Madrid (en espagnol : Asamblea de Madrid) se compose de 96 députés, élus pour un mandat de quatre ans au suffrage universel direct, suivant le scrutin proportionnel à la plus forte moyenne d'Hondt. Le nombre d'élus n'est pas fixe puisque le statut d'autonomie prévoit que chaque député représente 50 000 habitants.
La communauté de Madrid constitue une circonscription unique. Seules les forces politiques – partis, coalitions, indépendants – ayant remporté au moins 5 % des suffrages exprimés au niveau du territoire régional participent à la répartition des sièges.

## Campagne

### Partis et têtes de liste
| Formation politique | Formation politique                                                       | Tête de liste             | Idéologie                                                      | Score en 1983              |
| ------------------- | ------------------------------------------------------------------------- | ------------------------- | -------------------------------------------------------------- | -------------------------- |
|                     | Fédération socialiste madrilène-PSOE Federación Socialista Madrileña-PSOE | Joaquín Leguina Président | Centre gauche Social-démocratie, progressisme                  | 50,8 % des voix 51 députés |
|                     | Alliance populaire Alianza Popular                                        | Alberto Ruiz-Gallardón    | Centre droit Conservatisme, démocratie chrétienne, libéralisme | 34,3 % des voix 34 députés |
|                     | Gauche unie Izquierda Unida                                               | Isabel Vilallonga         | Gauche Communisme, républicanisme                              | 8,9 % des voix 9 députés   |
|                     | Centre démocratique et social Centro Democrático y Social                 | Fernando Castedo          | Centre Libéralisme                                             | 3,1 % des voix 0 députés   |

## Résultats

### Scores
| Inscrits                                        | Inscrits                 | Inscrits                 | 3 515 847 |             |                      |                      |
| Abstentions                                     | Abstentions              | Abstentions              | 1 071 816 | 30,49 %     |                      |                      |
| Votants                                         | Votants                  | Votants                  | 2 444 031 | 69,51 %     |                      |                      |
|                                                 |                          |                          |           |             |                      |                      |
| Bulletins enregistrés                           | Bulletins enregistrés    | Bulletins enregistrés    | 2 444 031 |             |                      |                      |
| Bulletins blancs ou nuls                        | Bulletins blancs ou nuls | Bulletins blancs ou nuls | 59 755    | 2,44 %      |                      |                      |
| Suffrages exprimés                              | Suffrages exprimés       | Suffrages exprimés       | 2 384 276 | 97,56 %     | 96 sièges à pourvoir | 96 sièges à pourvoir |
|                                                 |                          |                          |           |             |                      |                      |
| Liste                                           | Tête de liste            |                          | Suffrages | Pourcentage | Sièges acquis        | Var.                 |
| Fédération socialiste madrilène-PSOE (FSM-PSOE) | Joaquín Leguina          |                          | 932 878   | 39,13 %     | 40 / 96              | 11                   |
| Alliance populaire (AP)                         | Alberto Ruiz-Gallardón   |                          | 762 102   | 31,96 %     | 32 / 96              | 2                    |
| Centre démocratique et social (CDS)             | Fernando Castedo         |                          | 403 440   | 16,92 %     | 17 / 96              | 17                   |
| Gauche unie (IU)                                | Isabel Vilallonga        |                          | 181 512   | 7,61 %      | 7 / 96               | 2                    |
| Autres listes                                   | Néant                    |                          | 104 344   | 4,38 %      | 0 / 96               |                      |

### Analyse
Le scrutin est marqué par le recul de l'ensemble des partis précédemment représentés à l'Assemblée de Madrid, tout particulièrement la Fédération socialiste madrilène-PSOE, qui perd sa majorité absolue et passe même sous la barre des 40 % des suffrages exprimés, un repli très net. Ces mauvais chiffres font l'affaire du Centre démocratique et social, qui perce directement à la troisième place des forces politiques et réalise un score supérieur à la moitié de celui de l'Alliance populaire, qui ne bénéficie aucunement de la chute des socialistes.

### Conséquences
Grâce à l'abstention du CDS, Joaquín Leguina est réélu président de la communauté de Madrid le 20 juillet, au second tour de scrutin, par 39 voix contre 29 et 20 abstentions, IU ayant décidé d'imiter la formation centriste.